# Lancer du poids féminin aux championnats du monde d'athlétisme 2001
Navigation
Séville 1999 Paris 2003
L'épreuve du lancer du poids féminin des championnats du monde d'athlétisme 2001 s'est déroulée le 5 août 2001 au stade du Commonwealth d'Edmonton, au Canada. Elle est remportée par la Biélorusse Yanina Korolchik.

## Résultats

### Finale
| Rang               | Athlète             | Pays        | Essais | Essais | Essais | Essais | Essais | Essais | Marque  | Notes |
| Rang               | Athlète             | Pays        | 1      | 2      | 3      | 4      | 5      | 6      | Marque  | Notes |
| ------------------ | ------------------- | ----------- | ------ | ------ | ------ | ------ | ------ | ------ | ------- | ----- |
| Médaille d'or      | Yanina Korolchik    | Biélorussie | X      | 19.71  | 20.61  | X      | 19.21  | 19.61  | 20.61 m | NR    |
| Médaille d'argent  | Nadine Kleinert     | Allemagne   | 19.54  | 18.88  | 19.45  | 19.10  | X      | 19.86  | 19.86 m | PB    |
| Médaille de bronze | Vita Pavlysh        | Ukraine     | 19.01  | 19.41  | 18.80  | X      | 18.98  | X      | 19.41 m |       |
| 4                  | Larisa Peleshenko   | Russie      | X      | 19.06  | 19.37  | 19.32  | 19.30  | 19.15  | 19.37 m |       |
| 5                  | Irina Korzhanenko   | Russie      | 19.35  | X      | X      | 18.55  | 18.63  | X      | 19.35 m |       |
| 6                  | Astrid Kumbernuss   | Allemagne   | 18.77  | 19.02  | 18.91  | X      | 19.25  | X      | 19.25 m |       |
| 7                  | Nadezhda Ostapchuk  | Biélorussie | 18.65  | 18.81  | 18.52  | 18.71  | 18.98  | X      | 18.98 m |       |
| 8                  | Yumileidi Cumbá     | Cuba        | 18.73  | X      | 18.34  | X      | 17.90  | 18.56  | 18.73 m |       |
| 9                  | Svetlana Krivelyova | Russie      | X      | 18.68  | 18.70  |        |        |        | 18.70 m |       |
| 10                 | Krystyna Zabawska   | Pologne     | 18.18  | 18.49  | 18.50  |        |        |        | 18.50 m |       |
| 11                 | Elisangela Adriano  | Brésil      | 18.06  | 17.96  | 17.95  |        |        |        | 18.06 m |       |
| 12                 | Lieja Koeman        | Pays-Bas    | 17.56  | 17.89  | X      |        |        |        | 17.89 m |       |

## Légende
Records et Performances
- AR : Record continental (area record)
- CR : Record des championnats (championship record)
- MR : Record du meeting (meet record)
- NR : Record national (national record)
- OR : Record olympique (olympic record)
- PR : Record paralympique (paralympic record)
- PB : Record personnel (personal best)
- SB : Meilleure performance personnelle de la saison (season's best)
- WL : Meilleure performance mondiale de l'année (world leader)
- WJR : Record du monde junior (world junior record)
- WR : Record du monde (world record)

Circonstances et Conditions
- DNF : N'a pas terminé (did not finish)
- DNS : N'a pas pris le départ (did not start)
- DQ : Disqualification (disqualification)
- NM : Aucun essai valable enregistré (No Mark)
- Q : Qualifié « directement » au prochain tour (ou à la prochaine compétition), lors d'une compétition majeure, grâce au classement ou à la réalisation des minima (automatic qualifier)
- q : Qualifié au prochain tour (ou à la prochaine compétition), lors d'une compétition majeure, grâce au repêchage ou à la réalisation de l'une des meilleures performances parmi celles des « non qualifiés directement » (grâce au meilleur temps ou à la meilleure distance par exemple) (secondary qualifier)